# Vámos
« Vamos » redirige ici. Pour le parti politique, voir Vamos (parti politique).
Vámos (en grec : Βάμος) est un village de Crète, en Grèce. Il se situe dans le nome de La Canée à 25 kilomètres à l'est de La Canée, et à 35 kilomètres à l'ouest de Réthymnon. Vámos a été le chef-lieu de province de l'Apokóronas, avant que Vryses ne le devienne. Vámos compte 665 habitants.